# غابريلا فاليهو
غابريلا كليسكا فاليهو (من مواليد 1994م) عارضة أزياء كندية هايتية وحاملة لقب مسابقة ملكة جمال التي توجت بمسابقة ملكة جمال هايتي 2019. في ليلة 18 يوليو 2019 في فندق El Rancho ، حيث تنافست ثلاثة عشر محبوبًا على التاج الوطني، بحصولها على اللقب وسوف تمثل بلدها هايتي في ملكة جمال الكون 2019. نسخة محفوظة 20 يوليو 2019 على موقع واي باك مشين.

## نشأتها
ولدت غابرييلا في جمهورية الدومينيكان من أم دومينيكية وأب من أصل هايتي، ونشأت في هايتي حيث درست كيفية التحدث بالفرنسية والكريولية قبل انتقالها هي وعائلتها إلى كندا عندما كانت مراهقة. في عام 2019 أنهت غابرييلا سنتها من الدراسة الجامعية للتنمية الدولية والقانون المدني في جامعة أوتاوا. جنبا إلى جنب مع تعليمها، وقالت انها تعمل لحساب الحكومة الاتحادية في الابتكار الملكية الكندية.

## روابط خارجية
- MissHaitiOrg

| الجوائز و الإنجازات | الجوائز و الإنجازات  | الجوائز و الإنجازات |
| ------------------- | -------------------- | ------------------- |
| سبقه سامانثا كولاس  | ملكة جمال هايتي 2019 | تبعه إيدن بيراندويف |